# 그리스 전자 게임 금지법
법 3037/2002은 2002년 그리스 정부가 통과시켰던 논란의 여지가 많은 법으로, 2011년에 폐지되었다. 이 법은 불법 도박과 싸우기 위해 공공장소에서의 모든 전자 게임을 효과적으로 금지했다. 이 법안은 여당인 범그리스 사회주의 운동 (PASOK) 정당의 한 의원이 불법 도박장에서 비디오 촬영된 후, 언론의 선정주의 보도에 의해 부추겨진 도덕적 공황으로 인해 초래되었다. 이 법안은 2002년 7월 29일 통과되었고, 시행 조항에 따라 관보에 게재되면서 효력이 발생했다.
고객들이 온라인 체스 및 기타 게임을 하도록 허용한 일부 인터넷 카페 소유주들을 상대로 한 소송에서, 테살로니키 지방 법원은 이 법이 위헌이라고 선언했다. 300명 이상의 사람들이 인터넷 카페 소유주들을 지지하기 위해 법원 밖에 모였다. 이 법은 그리스 시민과 외국인 모두에게 영향을 미쳤다. 유럽 연합 집행위원회는 그리스 외교부에 이 법이 유럽 연합 법과 충돌할 수 있으며, 만약 그렇다면 유럽 사법재판소에 의해 그리스에 대한 조치가 취해질 수 있음을 설명하는 공식 서한을 보냈다.
2002년 9월 24일, 정부 관계자들은 이 법의 논란이 되는 조항들을 명확히 하기 위한 문서를 발표했다. 유럽 연합의 개입과 인터넷 카페 소유주들의 논의 끝에, 정부는 2003년 12월 8일 관보 1827호에 게재된 새로운 결정(1107414/1491/T. & E. F.)을 통과시켰다. 이 새로운 법은 3037/2002의 일부 조항들을 명확히 했지만, 여전히 인터넷 카페의 비디오 게임과 인터넷 카페 소유 컴퓨터의 하드 디스크에 있는 파일을 삭제하거나 암호화하는 컴퓨터 소프트웨어를 금지했다. 엘레프테로티피아 신문에 보도된 바와 같이, 그리스 경찰은 2004년 1월 14일 라리사의 인터넷 카페들을 급습했다. 경찰은 80대의 컴퓨터를 증거물로 압수했고, 인터넷 카페 소유주 3명을 체포했다. 2005년 2월 유럽 연합 집행위원회는 전자 게임 금지에 대해 그리스를 유럽 사법재판소에 회부했다.
법 3037/2002는 2011년에 법 4002/2011 ΦΕΚ Α/180/22-8-2011의 54조에 의해 폐지되었다.